# Espacio FK-AK
En análisis funcional y en otras áreas relacionadas de las matemáticas, un espacio FK-AK (o un espacio FK con la propiedad AK) es un espacio FK que contiene el espacio de sucesiones finitas y posee una base de Schauder.

## Ejemplos y contraejemplos
- {\displaystyle c_{0}}, el espacio de sucesiones convergentes con la norma del supremo, tiene la propiedad AK.
- {\displaystyle \ell ^{p}} ({\displaystyle 1\leq p<\infty }), los espacios Lp con la norma {\displaystyle \|\cdot \|_{p}}, tienen la propiedad AK.
- {\displaystyle \ell ^{\infty }} con la norma del supremo no tiene la propiedad AK.

## Propiedades
Un espacio FK-AK {\displaystyle E} tiene la propiedad de que
{\displaystyle E'\simeq E^{\beta }}
(el espacio dual de {\displaystyle E}), es una aplicación lineal al dual beta de {\displaystyle E.}
Los espacios FK-AK son separables.